# Le Boulay-Morin
Boulay-Morin – miejscowość i gmina we Francji, w regionie Normandia, w departamencie Eure.
Według danych na rok 1990 gminę zamieszkiwało 516 osób, a gęstość zaludnienia wynosiła 93 osoby/km² (wśród 1421 gmin Górnej Normandii Boulay-Morin plasuje się na 443. miejscu pod względem liczby ludności, natomiast pod względem powierzchni na miejscu 644.).